# Skovlunde IF (piłka nożna kobiet)
Skovlunde IF – duński klub piłki nożnej kobiet, mający siedzibę w małym miasteczku Skovlunde, należącym do gminy Ballerup, w regionie Stołecznym, na wschodzie kraju. Od sezonu 2010/11 do 2019/20 występował w rozgrywkach Kvindeligaen.

## Historia
Chronologia nazw:
- 1968: Skovlunde Idrætsforening
- 1996: AC Ballerup – po fuzji z Ballerup IF, Grantoftens IF, BFC Lundegården i Lille Hema af 1973
- 2000: Skovlunde Idrætsforening
- 2010: klub rozwiązano – po fuzji z Ballerup IF tworząc Ballerup-Skovlunde Fodbold

Kobieca drużyna piłkarska Skovlunde IF została założona w Skovlunde 14 sierpnia 1968 roku. W rekordowym czasie zawodniczki z SIF znalazły się na duńskiej mapie piłkarskiej. W 1971 roku zdobyły tym samym mistrzostwo Danii w DKFU (Duński Związek Piłki Nożnej Kobiet).
W 1975 kobieca drużyna startowała w rozgrywkach Danmarksturneringen i damefodbold. W 1981 roku po reorganizacji mistrzostw i utworzeniu Dame 1. division kobiety grały na własnym boisku w pierwszej dywizji, gdzie pozostawały przez kolejne 11 lat.
1 stycznia 1996 w celu wzmocnienia zespołu nastąpiła fuzja klubów z gminy Ballerup. W projekcie uczestniczyły kluby Ballerup Idræts Forening, Grantoftens Idræts Forening, Ballerup Fodbold Club Lundegården i Lille Hema af 1973 oraz Skovlunde IF, na licencji którego klub z nazwą AC Ballerup kontynuował występy w Elitedivisionen. Jednak drużyna tylko rok zagrała na najwyższym poziomie, a przed rozpoczęciem sezonu 2000/01 sekcja kobieca Skovlunde IF zrezygnowała z udziału w AC Ballerup, pozostawiając klub bez drużyny kobiet. AC Ballerup został rozwiązany 30 czerwca 2002, a kobieca drużyna Skovlunde IF w sezonie 2000/01 startowała samodzielnie w rozgrywkach 1. Division. Po trzech latach, w sezonie 2002/03 zespół zwyciężył w pierwszej dywizji i awansował do Elitedivisionen. W 2006, 2007 i 2008 klub osiągnął swój największy sukces, zdobywając brązowe medale mistrzostw, a w 2004 dotarł do finału Pucharu Danii, gdzie przegrał 0:2 z Brøndby IF. W sezonie 2009/10 zajął  siódme miejsce w rundzie zasadniczej, a potem w grupie spadkowej był drugim, w wyniku czego klub został sklasyfikowany na szóstej pozycji w tabeli końcowej.
1 czerwca 2010 w wyniku fuzji klubów z gminy Ballerup - Ballerup IF i Skovlunde IF powstał nowy klub Ballerup-Skovlunde Fodbold.

## Barwy klubowe, strój, herb, hymn
|  |  |

Klub ma barwy żółto-zielone. Piłkarki domowe spotkania zazwyczaj grają w żółtych koszulkach, zielonych spodenkach oraz zielonych getrach.

## Sukcesy

### Trofea międzynarodowe
Klub nigdy nie zakwalifikował się do rozgrywek europejskich.

### Trofea krajowe
| \| \| Zdobyte trofea w rozgrywkach Danii (stan na: 31-05-2023) \| |                                                          |      |                           |
| Rozgrywki                                                         | Osiągnięcie                                              | Razy | Sezon(y)                  |
| Mistrzostwo                                                       | I miejsce                                                | 0    |                           |
| Mistrzostwo                                                       | II miejsce                                               | 0    |                           |
| Mistrzostwo                                                       | III miejsce                                              | 3    | 2005/06, 2006/07, 2007/08 |
| Puchar                                                            | zdobywca                                                 | 0    |                           |
| Puchar                                                            | finalista                                                | 1    | 2003/04                   |
| II liga                                                           | I miejsce                                                | 1    | 2002/03                   |
| II liga                                                           | II miejsce                                               | 0    |                           |
| II liga                                                           | III miejsce                                              | 0    |                           |
| Dania                                                             | Zdobyte trofea w rozgrywkach Danii (stan na: 31-05-2023) |      |                           |

## Poszczególne sezony

### Rozgrywki międzynarodowe

#### Europejskie puchary
Nie uczestniczył w rozgrywkach europejskich.

### Rozgrywki krajowe
| \| Dania \| Bilans występów klubu w rozgrywkach piłkarskich Danii (Stan na 31 maja 2023 r.) \| \| |                                                                                 |        |       |   |   |   |    |    |     |                                       |        |        |      |
| Poziom                                                                                            | Rozgrywki                                                                       | Sezony | Mecze | Z | R | P | B+ | B– | Pkt | Lata                                  | Awanse | Spadki | Naj. |
| I                                                                                                 | Kvindeligaen                                                                    | 27     |       |   |   |   |    |    |     | 1975–197?, 1981–1991, 199?, 2003–2010 | 0      | 1      | 4    |
| II                                                                                                | 1. Division                                                                     | 10+    |       |   |   |   |    |    |     | 197?–1980, 1992–199?, 199?–2003       | 3      | 0      | 1    |
| III                                                                                               | 2. Division                                                                     | 0      |       |   |   |   |    |    |     |                                       | 0      | 0      |      |
|                                                                                                   | Puchar Danii                                                                    | 18     |       |   |   |   |    |    |     | 1993–2010                             | 0      | 0      | 2    |
| Dania                                                                                             | Bilans występów klubu w rozgrywkach piłkarskich Danii (Stan na 31 maja 2023 r.) |        |       |   |   |   |    |    |     |                                       |        |        |      |

## Piłkarki, trenerzy, prezydenci i właściciele klubu

### Trenerzy
- 1968–19??:  Erik Østergaard

## Struktura klubu

### Stadion
Drużyna rozgrywała swoje mecze domowe na boisku Ballerup Idrætspark w Ballerup, który może pomieścić 4.000 widzów.

## Kibice i rywalizacja z innymi klubami

### Derby
- Brøndby IF